# نيكولاس فوينتيس
نيكولاس فوينتيس (بالإسبانية: Nicolás Fuentes) (20 فبراير 1941 بليما في بيرو - 28 أكتوبر 2015 بكاياو في بيرو) هو مدرب كرة قدم ولاعب كرة قدم بيروفي في مركز الدفاع، شارك في كأس العالم 1970. وشارك مع منتخب بيرو لكرة القدم. أما مع النوادي، فقد لعب مع الجامعي دي بيرو ونادي سبورتينغ كريستال وأتلتيكو تشالاكو وديفينسور ليما.

## وصلات خارجية
- نيكولاس فوينتيس على موقع الاتحاد الدولي (مؤرشف)  (الإنجليزية)
- نيكولاس فوينتيس على موقع قاعدة بيانات كرة القدم.إي يو (الإنجليزية)
- نيكولاس فوينتيس على موقع ناشيونال فوتبول تيمز (الإنجليزية)
- نيكولاس فوينتيس على موقع Soccerway.com (الإنجليزية)
- نيكولاس فوينتيس على موقع عالم كرة القدم.نت (الإنجليزية)